# Polyptychus chinensis
Espèce
Polyptychus chinensis est une espèce d'insectes lépidoptères de la famille des Sphingidae, de la sous-famille des Smerinthinae, de la tribu des Smerinthini et du genre Polyptychus. 

## Distribution et habitat
Distribution
Il est connu en Chine, à Taiwan et dans l'archipel des Ryukyu.

## Description
Ces papillons de taille moyenne ont une envergure de 92-112 mm. De couleur gris-brun clair, leur tête est inhabituellement grande dans la famille des Smerinthinae et l'arrière de leur abdomen est long et cylindrique.

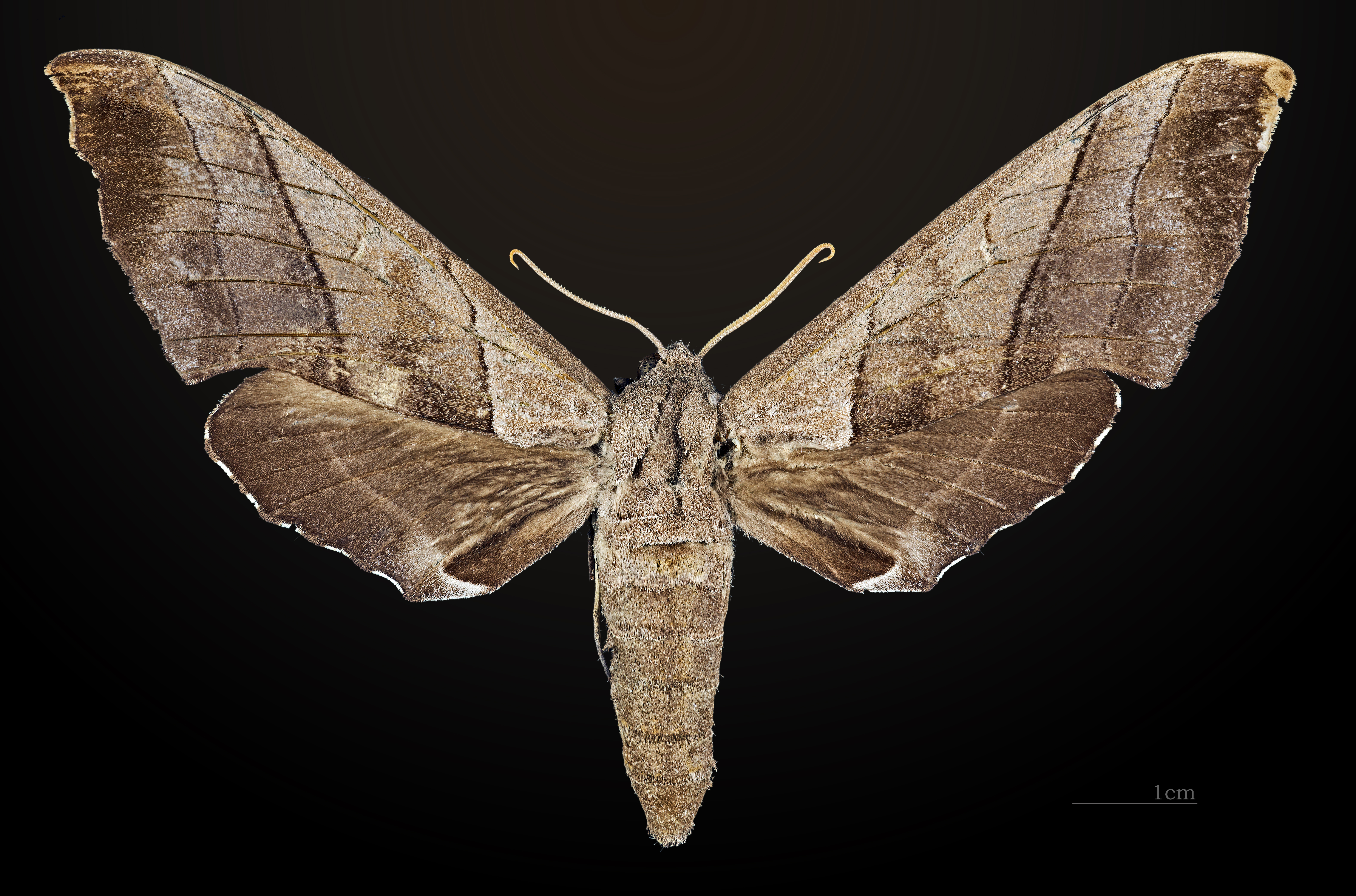
Face dorsale de la femelle (coll.MHNT)
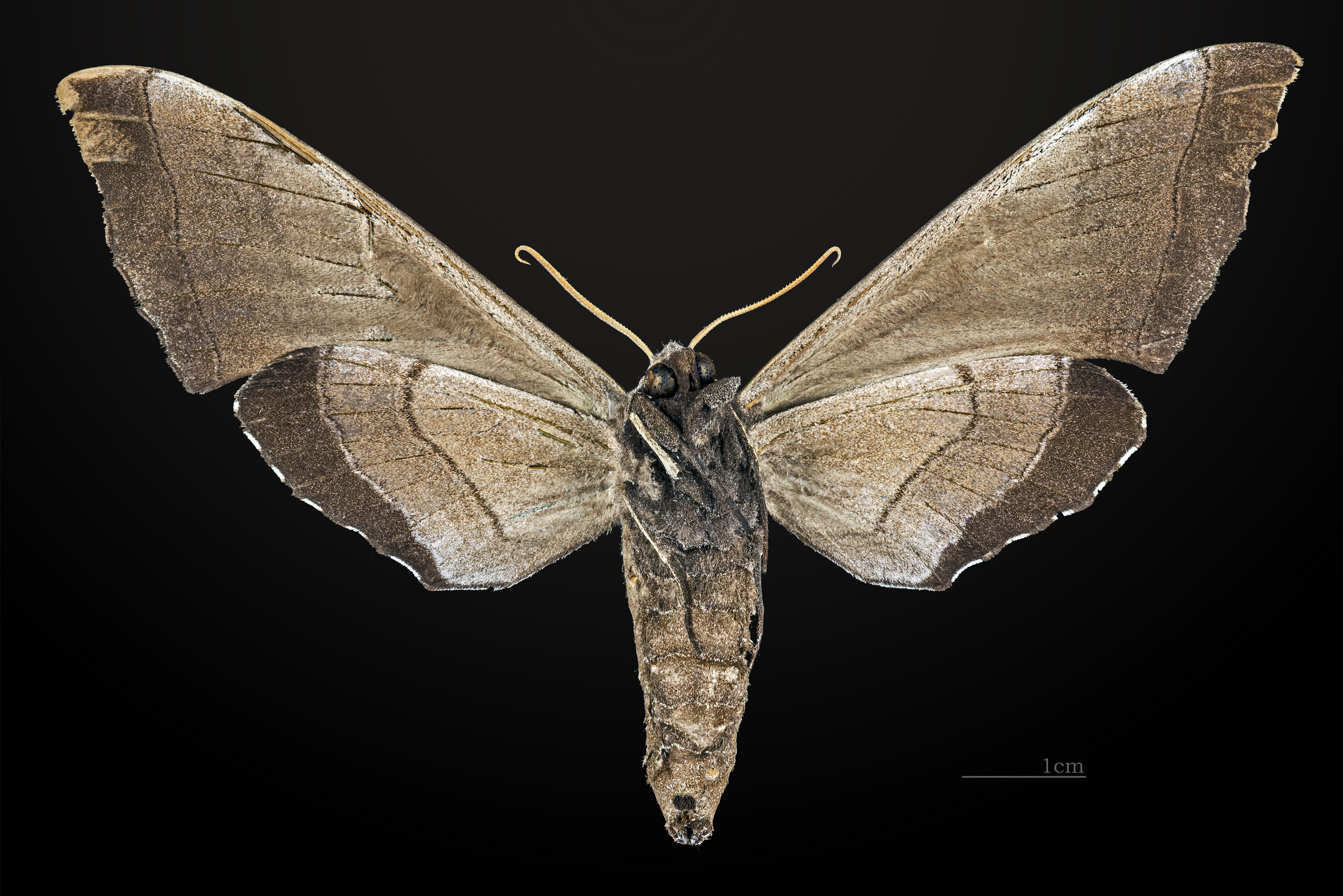
Revers △ de la femelle (coll.MHNT)

## Biologie
Ils volent la nuit et viennent aux lumières. Ils ne semblent pas trop attirés par les fleurs, ayant une spiritrompe assez courte ou réduite. Les femelles pondent  leurs œufs sur des plantes de la famille des Boraginaceae.

## Systématique
- L'espèce Polyptychus chinensis a été décrite par les entomologistes britanniques Lionel Walter Rothschild et Heinrich Ernst Karl Jordan, en 1903.

### Taxinomie
Liste des sous-espèces
- Polyptychus chinensis chinensis (Taiwan et le sud de l'archipel des Ryukyu)
- Polyptychus chinensis draconis Rothschild & Jordan, 1916 (Sud-Ouest et centre de la Chine)
- Polyptychus chinensis draconoides Mell, 1935 (Est et centre de la Chine)
- Polyptychus chinensis shaanxiensis Brechlin, 2008 (Shaanxi)